# Sergej Trofimov
Sergej Sergejevitsj Trofimov (Russisch: Серге́й Серге́евич Трофи́мов) (Nizjni Novgorod, 27 juli 1995) is een Russische langebaanschaatser. De 1500m is zijn beste afstand. Bij het Europees kampioenschap allround van 2016 in Minsk maakte hij zijn debuut tijdens een internationaal senioren kampioenschap. De Rus wist zich niet te plaatsen voor de 10.000m. In 2018 deed hij mee aan de Olympische Winterspelen.
Zijn succesvolste toernooi was het wereldkampioenschappen schaatsen afstanden 2021 waar hij brons won op de 5000 meter en op de ploegenachtervolging. Ook werd hij vierde op de 1500 meter. Trofimov nam niet deel aan het WK Allround in 2022, omdat deelname door de ISU werd verboden. Dit als onderdeel van sancties tegen Rusland en Wit-Rusland na de Russische invasie van Oekraïne. 

## Persoonlijke records
| Afstand      | Tijd     | Datum            | Baan           |
| ------------ | -------- | ---------------- | -------------- |
| 500 meter    | 36,51    | 2 maart 2018     | Inzell         |
| 1000 meter   | 1.09,52  | 27 december 2017 | Kolomna        |
| 1500 meter   | 1.44,31  | 16 februari 2020 | Salt Lake City |
| 3000 meter   | 3.42,40  | 25 november 2017 | Calgary        |
| 5000 meter   | 6.08,64  | 3 december 2021  | Salt Lake City |
| 10.000 meter | 13.10,47 | 1 maart 2020     | Hamar          |

## Resultaten
| Jaar | EK Allround             | WK Allround             | WK Afstanden                         | Olympische Spelen                   | Wereldbeker                   | WK Junioren             |
| ---- | ----------------------- | ----------------------- | ------------------------------------ | ----------------------------------- | ----------------------------- | ----------------------- |
| 2014 |                         |                         |                                      |                                     |                               | NC27 (27e, 10e, 28e, -) |
| 2015 |                         |                         |                                      |                                     |                               | 6e (38e, 4e, 10e, 8e)   |
| 2016 | NC13 (13e, 14e, 11e, -) | NC18 (14e, 21e, 11e, -) | 10e 1500m                            | 14e 1500m 52e 5k/10k                |                               |                         |
| 2017 | NC14 (9e, 17e, 8e, -)   | NC14 (9e, 21e, 8e, -)   | 17e 1500m                            | 11e 1500m 0p 5k/10k                 |                               |                         |
| 2018 |                         | NC10 (10e, 13e, 9e, -)  |                                      | 18e 1500m                           | 0p 1000m 24e 1500m 33e 5k/10k |                         |
| 2019 | 5e (8e, 5e, 7e, 7e)     | NC20 (17e, 19e, 23e, -) | 14e 1500m · 7e 5000m · achtervolging |                                     | 12e 1500m 8e 5k/10k           |                         |
| 2020 |                         | 5e · (14e, 4e, 9e, )    | 17e 1500m · achtervolging            | 14e 1500m 24e 5k/10k                |                               |                         |
| 2021 | 8e (12e, 5e, 6e, 7e)    |                         | 4e 1500m · 5000m · achtervolging     | 11e 1500m · 5k/10k                  |                               |                         |
| 2022 |                         |                         |                                      | 8e 1500m · 4e 5000m · achtervolging | 18e 1500m 17e 5k/10k          |                         |

NC27 = niet gekwalificeerd voor de laatste afstand, maar wel als 27e geklasseerd in de eindrangschikking